# La Dêê
La Dêê is een xã in het district Nam Giang, een van de districten in de Vietnamese provincie Quảng Nam. La Dêê heeft ruim 2000 inwoners op een oppervlakte van 182,2 km².
La Dêê grenst in het zuiden en westen aan de provincie Sekong in Laos. Een gedeelte van La Dêê is afgesplitst van La Dêê en is nu xã Đắc Tôi. Een belangrijke verkeersader is de Quốc lộ 14D.